# Paul Blobel
Wilhelm Hermann Paul Blobel (Potsdam, 13 agosto 1894 – Landsberg am Lech, 7 giugno 1951) è stato un militare e criminale di guerra tedesco, ufficiale delle SS con il grado di Standartenführer e membro dell'SD, comandante dell'Einsatzgruppe C.

## Biografia
Nato a Potsdam, partecipò alla prima guerra mondiale distinguendosi in varie azioni e venendo decorato con la Croce di Ferro di prima classe. Al termine del conflitto si iscrisse alla facoltà di architettura, esercitando la professione dal 1924 al 1931, ma in seguito alla crisi economica degli anni '20e la perdita del lavoro, entrò a far parte del Partito nazista e delle SS.
Durante l'Operazione Barbarossa, fu posto a capo del Sonderkommando 4a dell'Einsatzgruppe C, attivo in Ucraina: il suo compito consisteva nel liquidare i dissidenti politici e gli ebrei. Blobel fu il principale responsabile del massacro di Babi Yar, presso Kiev. Per questo, Himmler lo fece Maggiore delle SS. Quando si spostò a Poltava, il Sonderkommando 4a disponeva anche di due Gaswagen.
Venne destituito dal suo comando il 13 gennaio 1942. Dal luglio 1942 al 1944 venne impegnato nella Sonderaktion 1005, ossia nell'eliminare tutte le tracce dei crimini di massa commessi dai tedeschi in Russia, però più fosse comuni furono tralasciate per mancanza di tempo.
Circa 59.018 esecuzioni vennero attribuite a Blobel dal tribunale militare di Norimberga nel processo agli Einsatzgruppen nel 1947. Blobel rilascerà, il 18 giugno 1947, anche un affidavit in cui parla dei suoi crimini e dell'ordine ricevuto di far sparire tutte le prove, terminando con la dichiarazione che recita «ho fatto questa disposizione di mia spontanea volontà, senza alcun tipo di promessa di ricompensa, e non sono stato sottoposto ad alcuna forma di costrizione o minaccia».
Condannato a morte, venne impiccato nella prigione di Landsberg il 7 giugno 1951.